# Johann Gottlieb Graun
Pour les articles homonymes, voir Graun.
Johann Gottlieb Graun (28 octobre 1703 à Wahrenbrück – 27 octobre 1771 à Berlin) est un violoniste et compositeur allemand, employé à la cour de Frédéric II de Prusse et membre de l'École de Berlin.

## Famille
Issu d'une famille de pasteurs protestants au nombre desquels figurait un organiste, Johann Gottlieb Graun naît en 1702 ou 1703 dans la petite ville saxonne de Wahrenbrück, au nord-ouest de Dresde.
Son père est brasseur et percepteur des impôts. Ses deux frères August Friedrich et Carl Heinrich sont également compositeurs.

## Formation
Johann Gottlieb entre en 1713 à la Kreuzschule de Dresde, où il sera suivi un an plus tard par son frère Carl Heinrich : son professeur de chant y est Johann Zacharias Grundig (1669-1720) et son professeur de violon Johann Georg Pisendel. Les deux frères quittent la Kreuzschule en 1721. Johann Gottlieb reste à Dresde pour continuer ses études de violon auprès de Pisendel puis se rend à Padoue en 1723 pour étudier auprès de Giuseppe Tartini.

## Carrière
Après avoir été Konzetmeister à Mersebourg en 1726, puis chez le Prince Waldeck à Arolsen en 1727, Johann Gottlieb Graun entre au service du prince héritier de Prusse, qui deviendra le futur Frédéric II, dit Frédéric le Grand, roi de Prusse. 
Alors qu'il n'est encore que prince héritier, Frédéric constitue un orchestre privé à partir de 1732 à sa résidence de Ruppin et Johann Gottlieb Graun devient le premier musicien à entrer à son service, dès 1732,. Il sera rejoint à Ruppin par Franz Benda en 1733, Johann Georg Benda en 1734, Carl Heinrich Graun en 1735 puis Christoph Schaffrath et Johann Gottlieb Janitsch en 1736,.
En 1736, Frédéric et ses musiciens déménagent au château de Rheinsberg, vingt kilomètres plus au nord,.
En mai 1740, âgé de 28 ans, le prince monte sur le trône de Prusse sous le nom de Frédéric II et transporte sa cour à Potsdam près de Berlin,. Il s'attache en 1741 les services du flûtiste Johann Joachim Quantz pour compléter son orchestre et donner ainsi naissance à l'École de Berlin.
Johann Gottlieb Graun restera au service de Frédéric II jusqu'à sa mort, en tant que maître de concert et musicien de la Chambre du roi. Il était responsable des cordes à l'orchestre de l'Opéra Royal.
Ses élèves les plus célèbres, pour le violon, furent Wilhelm Friedemann Bach, le fils de Jean-Sébastien, et Franz Benda.

## Œuvres
Son œuvre la plus célèbre est l'oratorio Der Tod Jesu,. Ses œuvres comportent également des ouvertures, des symphonies, des concertos pour violon et clavecin, des concertos grossos, des sonates en trio, des quatuors et des cantates

## Discographie
- 1998 : Konzertante musik mit viola da gamba par Christophe Coin et Vittorio Ghielmi avec l'Ensemble Baroque de Limoges
- 2003 : Sinfonien und Flötenmusik par Ensemble barock a.c.c.u.u.t.
- 2005 : Concertos, par la Wiener Akademie, dir. Martin Haselböck
- 2008 : Sinfonias from the Englightenment, œuvres de Johann Adolf Hasse, Johann Gottlieb Graun, Carl Philipp Emanuel Bach, Wilhelm Friedemann Bach, Joseph Haydn et Wolfgang Amadeus Mozart, par l'ensemble moderntimes_1800
- 2008 : Feuer und Bravour, musique de viole de gambe de Ludwig Christian Hesse, Christoph Schaffrath et Johann Gottlieb Graun, par l'ensemble Musicke & Mirth (Ramée)
- 2009 : Trios for 2 Violins & Basso de Johann Gottlieb Graun et Carl Heinrich Graun, par l'ensemble Les Amis de Philippe
- 2012 : Trios, par l'ensemble Les Récréations
- 2011 : Concerti de Johann Gottlieb Graun et Carl Heinrich Graun, par la Cappella Academica Franckfurt
- 2011 : 5 Sinfonien, par la Südthüringische Philharmonie, dir. Stephan Wolff
- 2011 : Viola de gamba concertata, œuvres de Georg Philipp Telemann, Johann Pfeiffer et Johann Gottlieb Graun, par Siegried Pank et l'Akademie für Alte Musik Berlin
- 2012 : Friedrich der Grosse - Music for the Berlin Court, œuvres de Johann Gottlieb Graun, Christoph Nichelmann, Frédéric II de Prusse et Carl Philipp Emanuel Bach par l'Akademie für Alte Musik Berlin (Harmonia Mundi)
- 2013 : Trios for violin or viola & klavier, Trios pour violon, alto et pianoforte de Johann Gottlieb Graun et Carl Heinrich Graun, par l'ensemble Les Amis de Philippe
- 2013 : Oboe Concertos, œuvres de Christoph Förster (attr. Graun), de Johann Baptist Georg Neruda (attr. Graun), de Johann Gottlieb Graun et de Carl Heinrich Graun, par la Batzdorfer Hofkapelle avec Xenia Löffler au hautbois (Accent 24280, 2013)